# 1966年のメジャーリーグベースボール
以下は、メジャーリーグベースボール（MLB）における1966年のできごとを記す。
1966年4月11日に開幕し10月9日に全日程を終え、ナショナルリーグはロサンゼルス・ドジャースが2年連続16度目のリーグ優勝で、アメリカンリーグはボルチモア・オリオールズがセントルイス・ブラウンズ時代の1944年以来の2度目のリーグ優勝であった。ワールドシリーズはボルチモア・オリオールズが4勝0敗でロサンゼルス・ドジャースを破り初のシリーズ制覇となった。ミルウォーキー・ブレーブスは本拠地をアトランタに移転し、アトランタ・ブレーブスと改称した。
1965年のメジャーリーグベースボール - 1966年のメジャーリーグベースボール - 1967年のメジャーリーグベースボール

## できごと
ナショナルリーグは前年優勝のロサンゼルス・ドジャースが8月末まで3位だったが9月に入ってから連勝を重ね、シーズン最終日に優勝を決めた。コーファックス(27勝)、クロード・オスティーン(17勝)、ドン・ドライスデール(13勝)、新鋭ドン・サットン(12勝)、の先発四本柱にリリーフのフィル・リーガン(14勝21セーブ)の投手陣が充実して、弱点である打線をカバーしてリーグ優勝した。サンディ・コーファックスは最多勝(27勝)、最多奪三振317、最優秀防御率1.73で2年連続の投手三冠となり、サイ・ヤング賞(3度目)も獲得した。しかし翌年マウンドでの彼の雄姿を見ることはなかった。リーグMVPは無冠だったパイレーツのロベルト・クレメンテ(打率.317・打点119・本塁打29本)であった。首位打者は同じパイレーツのマティ・アルー (打率.342)、ブレーブスのハンク・アーロンが本塁打王(44本)と打点王(127)を獲得した。またカージナルスのルー・ブロックが初の盗塁王(盗塁74)となり、以降1974年まで途中1年を除いて9年間で8回盗塁王に輝き、シーズン最多118盗塁(1974年)と引退時には生涯通算938盗塁の大リーグ記録を作ることになる。
アメリカンリーグはボルチモア・オリオールズが1954年にセントルイスからボルチモアに移って初めてペナントレースを制した。シーズン前にシンシナティ・レッズからフランク・ロビンソンをミルト・パッパス投手との交換トレードで獲得して、「すでに峠を過ぎた」とレッズに言われたロビンソンが発奮して打率.316・打点122・本塁打49本で三冠王となり、合わせてリーグMVPにも輝いた。これにパウエル(本塁打34本・打点109)、ブルックス・ロビンソン(打点100)で、リーグ最多得点755を上げた。投手陣は20勝投手は皆無でジム・パーマー(15勝)、デーブ・マクナリー(13勝)でリリーフ陣が51セーブか稼ぎ、2位に最終9ゲーム差を付けての圧勝であった。最多勝はツインズのジム・カート (25勝)、最多奪三振はインディアンスのサム・マクダウェル (225)、最優秀防御率はホワイトソックスのゲイリー・ピーターズ(1.98)であった。
ワールドシリーズは、経験の無い若いオリオールズが、ベテランの多いドジャースに打ち勝ち、4戦無敗でオリオールズが初のシリーズ制覇となった。得点力の弱いドジャースが4試合でたった2点で33イニングス連続無失点では層の厚い投手陣がいても連覇は出来なかった。

### ブレーブスの移転
ミルウォーキー・ブレーブスの移転問題はこの年の初めに同じミルウォーキーに住む実業家に約900万ドルで売却され、そしてアトランタへ本拠地を移転することがほぼ決まった。移転に反対する地元ウイスコンシン州が方針を変えてブレーブスを呼び戻すことから一転してナショナルリーグが将来12球団へ拡張する際にミルウォーキーに新しいフランチャイズを置くことを求める方向へ転換した。このミルウォーキーへのフランチャイズ補償はナショナルリーグに拒否された。
そして4月13日にミルウォーキー裁判所はブレーブスの売却とアトランタ移転及びフランチャイズの補償拒否はウイスコンシン州の州法に違反するとして、ナショナルリーグが5月16日までにミルウォーキーにフランチャイズ権を与えない限り、ブレーブスは5月18日までにミルウォーキーに戻らなくてはならない、とした。この地裁の判決を不服としてナショナルリーグはウイスコンシン州最高裁に異議申し立てを行い、地裁判決の執行を一時停止して州最高裁は7月27日に4対3で地裁判決を覆した。ウイスコンシン州は連邦最高裁判所へ上告したが連邦最高裁も州最高裁の判決を支持してミルウォーキー・ブレーブスの移転問題は決着した。この最高裁での判断は、1922年と1953年の連邦最高裁の判例を踏襲して野球機構は反トラスト法に優先するというのが判事の多数意見であった。
この前年からのミルウォーキーの移転に伴う訴訟騒ぎは結局ミルウォーキーには高くついた。この翌年に両リーグは12球団への拡張(エクスパンション)が決まり、アスレチックスがカンザスシティからオークランドへの移転に伴い、カンザスシティに新球団(後のロイヤルズ)を置くことになったが、同じケースのミルウォーキーには新球団は認められなかった。1969年にシカゴ・ホワイトソックスのミルウォーキーへの本拠地移転話が成立寸前までいったがご破算となった。しかし直後にこの第2次エクスパンションで新しくフランチャイズが置かれたシアトル・パイロッツが1年限りでシアトルを離れてミルウォーキーに移転することが決まり、ミルウォーキー・ブルワーズが突然誕生することとなる。

### 黄金の左腕の引退
ドジャースのサンディ・コーファックスは、2年連続3度目の投手三冠と3度目のサイ・ヤング賞獲得でまさに絶頂期であった。シーズン前には右のエースドン・ドライスデールとともに球団との年俸アップの共闘を組んで春のキャンプをボイコットするなどして契約更改に応じない姿勢を見せたりして結果、年俸13万ドルに昇給させ(ドライスデールは11万5,000ドル)、ペナントレースも終盤の追い込みでリーグ連覇の立役者であった。コーファックスの投げた球種はオーバースローから投げ下ろす快速球、鋭く曲がり落ちるカーブ、地を這うように沈み込むチェンジアップの3種類だけであった。しかしどれも超がつく一級品の球で、左ひじの故障の影響で一流打者は彼の投球フォームで速球かカーブかの区別は分かっていたと後に言われているが、それでも打てなかった。シーズン終了後ロサンゼルス・ドジャースは日米野球で日本に旅立ち、コーファックスは痛めていた左ひじの手術のため訪日を断念せざるを得ず、黄金の左腕を見れなかった日本のファンをがっかりさせていた。そのドジャースが来日して日本各地で試合をして最終戦を迎えていた時の11月15日にドジャースの選手も驚くニュースがロサンゼルスから届いた。コーファックスの引退宣言であった。左ひじの手術が思わしくなく、このままでは左腕が動かなくなると医師からの忠告を聞いて、彼が下した結論はマウンドを去ることであった。
1955年に契約金1万4,000ドルで入団後いきなりメジャーデビューを果たした(この時に代わりにマイナーに落とされた投手が後にドジャース監督になった名将トミー・ラソーダであった)。凄い球を投げるがコントロールに難があり、四球から自滅するパターンで思うような投球が出来ず、奪三振も多いが与四球も多く成績も物足りない二流投手であった。入団して7年目の1961年春のキャンプで控え捕手のノーム・シェリーから勧められてそれまでのストレート一本槍でなく、力を抜いてカーブやチェンジアップを投げる投法に切り替えてから、1961年に18勝を上げてチームの主軸投手となり、やがて球界を代表する投手となり、そして球史に残る投手となった。1962年にやがて投手生命を奪うことになる左ひじの関節炎を発症し、左ひじ痛に悩まされて試合前はコーチゾン注射で痛みをしずめ、試合後は左肩から左ひじをアイシング治療しながら登板し超人的なパフォーマンスでチームを引っ張ったが、この年が限界であった。30歳での早い引退を誰もが惜しんだが、6年後の1972年にコーファックスは36歳の若さで野球殿堂入りを果たした。

### ヤンキースの凋落
1964年まで絶対的な強さを誇ったニューヨーク・ヤンキースは、前年に40年ぶりに負け越して6位に転落し、そしてこの年はさらに1912年以来の最下位に転落した。シーズンが始まって20試合で4勝16敗の成績でせっかくカージナルスから引き抜いたジョニー・キーン監督を解任し、1961年から1963年までヤンキースを指揮したラルフ・ハルクを再び監督に戻したが、エースのホワイティ・フォードと主砲ミッキー・マントルの衰え、ジム・バウトン投手とロジャー・マリス外野手の故障、かつては代わりの選手を用意していたファーム・システムがあって、メジャーリーグ随一と言われた選手層の厚さを誇ったが、もはやそれも機能しなくなった。そして前年から始まった新人ドラフト制度で欲しいと思う選手を獲得することもなく、以前のように思うがままの戦力を確保することが不可能となっていた。この年のシーズン終了後にロジャー・マリスはカージナルスにトレードされた。MM砲の時代は短かった。

### 悲喜こもごものドラフト
前年から始まった新人選手のドラフト会議で、この年前年最下位のニューヨーク・メッツが全体で最初の1位指名権を得ていた。この1年前の史上初のドラフト会議で全体で最初の1位指名権を得ていたアスレチックスはアリゾナ州立大のリック・マンディ外野手を1位指名し、さらに6巡目に同じアリゾナ州立大のサル・バンドー内野手を指名した。1年後のドラフトではこれら選手と同じアリゾナ州立大でのチームメートだったレジー・ジャクソン外野手が注目株とされて、どこの球団が1位指名するかが焦点であった。当然メッツがレジー・ジャクソンを指名するものと思われたが、メッツはジャクソンではなく他大学のスティーブ・チルコット捕手を1位指名した。おかげで2年連続アメリカンリーグの最下位であったアスレチックスがレジー・ジャクソンを指名し獲得した。そして後にレジー・ジャクソンはアスレチックスで1972～1974年のシリーズ3連覇に貢献し、やがてFAでヤンキースに移り1977～1978年のシリーズ連覇に貢献し、特に1977年のシリーズ最終戦での3打席連続本塁打は『ミスター・オクトーバー』のニックネームとともにファンに強烈な印象を残した。
一方この年に全体で最初の1位指名を受けてスティーブ・チルコットはメッツに入団したが、一度もメジャーリーグに上がることなく終わった。そして以後50年が過ぎた長いドラフトの歴史で全体で最初の1位指名を受けて入団した選手の中で、投手を除いて一度もメジャーリーグに上がれずに終わった野手は2017年現在スティーブ・チルコットが唯一の例である。
またこの年1月のドラフトでアトランタ・ブレーブスが南カリフォルニア大のトム・シーバー投手を1位指名したが、大学野球の規定に違反した契約をしたことで契約は無効となり、コミッショナーの裁定で救済措置として改めてブレーブスが提示した契約金額と同等の条件を了解した3球団が抽選してニューヨーク・メッツが交渉権を得て、シーバーはメッツへの入団が決まった。トム・シーバーは翌年新人王となり、ニューヨーク・メッツのエースとなり通算311勝の大投手となった。

### マービン・ミラー
マービン・ミラーは1917年にニューヨークのブルックリンで生まれ、ブルックリン・ドジャースの大ファンでもありニューヨーク大学で経済学を学び、卒業後全米自動車労組、全米鉄鋼労連のエコノミストを歴任していた。そのマービンにメジャーリーグ選手会の会長ロビン・ロバーツから選手会事務局長への就任の要請がきた。1946年にアメリカ野球組合が野球機構の中で正式に認められた団体になったが、1953年にナショナルリーグはラルフ・カイナー、アメリカンリーグはアーリー・レイノルズが選手代表になってから活動が活発になり、翌1954年に入って顧問となったニューヨークの弁護士ノーマン・ルイスの指導を受けて「野球組合」を解体して新しく「選手会」を設立した。やがて最低年俸を6,000ドルから7,000ドルに引き上げるように要求して実現したが、必ずしも選手たちはこの組織が労働組合であるという意識は無く、本物の組合ではなかった。そして活動資金が少なく、球団オーナーが活動資金を出すような会であり、社交クラブの側面もあった。そのため活動を進めるためには財政基盤を確保するための専門家が必要であり、前年1965年に選手会の指導者ロビン・ロバーツ、ジム・バニング、ボブ・フレンド、ハーベイ・キューエンらが、会の組織を強化し財政を安定させるために常勤の事務局長を置くことを考えて、資格審査委員会を設けて検討していた。ロバーツが労働経済学が専門のペンシルベニア大学ジョージ・テイラー教授に助言を求めたところ、テイラー教授が推薦したのが、16年間労働組合で働き、全米鉄鋼労連の委員長補佐として主任エコノミストであったマービン・ミラーであった。
当時、ミラーは鉄鋼労連を辞めてハーバード大学とカーネギー国際平和財団からオファーを受けて、大学教授になろうかと考えていた時だったが、そこへ選手会からの依頼を受けて「何かをしてやれると感じたので引き受けることにした」と後年述べている。ミラーは最初に選手会の会員の投票を経ての承認を求めた。彼は春のキャンプ地を回り、各球団の選手たちの年金に対する不安や球団オーナーから受ける待遇の悪さを訴える声に耳を傾けた。そして489票対136票で80％近い得票で承認を得て1966年7月1日に事務局長に就任し、何の財政的な基礎を持たず職員の数も足りていない選手会へ単身乗り込んでいった。ミラーがロバーツから引き継いだ時に選手会の財産はファイルキャビネット1台と5,400ドルの銀行預金だけであったという。ミラーは早速コカ・コーラ社と交渉してビンの蓋の裏に選手の写真を貼るようにしてライセンス料を取り、6万6,000ドルを得た。これがライセンス事業の始まりで、やがて野球選手に何百万ドルの収入を生み出すことになる。間もなくミラーは選手の年俸の調査を始めた。ここから権利意識が希薄であった選手たちの意識を変え、やがて「全米最強の労働組合」と呼ばれる組織に変え、ストライキを起こせば「億万長者の労働組合」「金持ち同士のケンカ」と揶揄され、球団オーナーからは「あの男は大リーグを死滅させる」と憎悪されたが、メジャーリーガーからは尊敬され、ハンク・アーロンが「マービン・ミラーの球界における功績はジャッキー・ロビンソンに匹敵する」と言われる人物となった。

### その他
- 1966年のメジャーリーグ観客動員数　　2,518万2,209人　(アメリカンリーグ 10,166,738人・ナショナルリーグ15,015,471人)　　出典：「アメリカ・プロ野球史」217P　 鈴木武樹　著　　三一書房
- この年にナショナルリーグは1962年以来5年連続観客動員数が前年を上回り、史上最多記録を更新した。特にドジャースは1962年以来5年連続200万人の大台に乗り、261万7,029人を記録した。これは1962年の272万人には及ばなかったがドジャースとしては史上2位の記録であった。その他にメッツが193万人、アストロズが187万人、カージナルスが171万人、ジャイアンツが165万人、アトランタに移ったブレーブスが154万人で150万人を超す観客動員数を記録した球団は6球団で、残る4球団のうちフィリーズとパイレーツも100万人を超えていた。一方アメリカンリーグも半数の5球団が100万人を超えて1962年以来4年ぶりに1,000万人の大台に乗せた。

## 最終成績

### レギュラーシーズン
| 順 | チーム                         | 勝利 | 敗戦 | 勝率 | G差  |
| -- | ------------------------------ | ---- | ---- | ---- | ---- |
| 1  | ボルチモア・オリオールズ       | 97   | 63   | .606 | --   |
| 2  | ミネソタ・ツインズ             | 89   | 73   | .549 | 9.0  |
| 3  | デトロイト・タイガース         | 88   | 74   | .543 | 10.0 |
| 4  | シカゴ・ホワイトソックス       | 83   | 79   | .512 | 15.0 |
| 5  | クリーブランド・インディアンス | 81   | 81   | .500 | 17.0 |
| 6  | カリフォルニア・エンゼルス     | 80   | 82   | .494 | 18.0 |
| 7  | カンザスシティ・アスレチックス | 74   | 86   | .463 | 23.0 |
| 8  | ワシントン・セネタース         | 71   | 88   | .447 | 25.5 |
| 9  | ボストン・レッドソックス       | 72   | 90   | .444 | 26.0 |
| 10 | ニューヨーク・ヤンキース       | 70   | 89   | .440 | 26.5 |

| 順 | チーム                         | 勝利 | 敗戦 | 勝率 | G差  |
| -- | ------------------------------ | ---- | ---- | ---- | ---- |
| 1  | ロサンゼルス・ドジャース       | 95   | 67   | .586 | --   |
| 2  | サンフランシスコ・ジャイアンツ | 93   | 68   | .578 | 1.5  |
| 3  | ピッツバーグ・パイレーツ       | 92   | 70   | .568 | 3.0  |
| 4  | フィラデルフィア・フィリーズ   | 87   | 75   | .537 | 8.0  |
| 5  | アトランタ・ブレーブス         | 85   | 77   | .525 | 10.0 |
| 6  | セントルイス・カージナルス     | 83   | 79   | .512 | 12.0 |
| 7  | シンシナティ・レッズ           | 76   | 84   | .475 | 18.0 |
| 8  | ヒューストン・アストロズ       | 72   | 90   | .444 | 23.0 |
| 9  | ニューヨーク・メッツ           | 66   | 95   | .410 | 28.5 |
| 10 | シカゴ・カブス                 | 59   | 103  | .364 | 36.0 |

### オールスターゲーム
- アメリカンリーグ 1 - 2 ナショナルリーグ

### ワールドシリーズ
- ドジャース 0 - 4 オリオールズ

| 10/5 – | オリオールズ | 5 | - | 2 |  | ドジャース   |
| 10/6 – | オリオールズ | 6 | - | 0 |  | ドジャース   |
| 10/8 – | ドジャース   | 0 | - | 1 |  | オリオールズ |
| 10/9 – | ドジャース   | 0 | - | 1 |  | オリオールズ |

MVP：フランク・ロビンソン (BAL)

## 個人タイトル

### アメリカンリーグ
| 項目   | 選手                         | 記録 |
| ------ | ---------------------------- | ---- |
| 打率   | フランク・ロビンソン (BAL)   | .316 |
| 本塁打 | フランク・ロビンソン (BAL)   | 49   |
| 打点   | フランク・ロビンソン (BAL)   | 122  |
| 得点   | フランク・ロビンソン (BAL)   | 122  |
| 安打   | トニー・オリバ (MIN)         | 191  |
| 盗塁   | バート・キャンパネリス (KCA) | 52   |

| 項目   | 選手                           | 記録 |
| ------ | ------------------------------ | ---- |
| 勝利   | ジム・カート (MIN)             | 25   |
| 敗戦   | メル・ストットルマイヤー (NYY) | 20   |
| 防御率 | ゲイリー・ピーターズ (CWS)     | 1.98 |
| 奪三振 | サム・マクダウェル (CLE)       | 225  |
| 投球回 | ジム・カート (MIN)             | 304⅔ |
| セーブ | ジャック・エイカー (KCA)       | 32   |

### ナショナルリーグ
| 項目   | 選手                   | 記録 |
| ------ | ---------------------- | ---- |
| 打率   | マティ・アルー (PIT)   | .342 |
| 本塁打 | ハンク・アーロン (ATL) | 44   |
| 打点   | ハンク・アーロン (ATL) | 127  |
| 得点   | フェリペ・アルー (ATL) | 122  |
| 安打   | フェリペ・アルー (ATL) | 218  |
| 盗塁   | ルー・ブロック (STL)   | 74   |

| 項目   | 選手                             | 記録 |
| ------ | -------------------------------- | ---- |
| 勝利   | サンディー・コーファックス (LAD) | 27   |
| 敗戦   | ディック・エルスワース (CHC)     | 22   |
| 防御率 | サンディー・コーファックス (LAD) | 1.73 |
| 奪三振 | サンディー・コーファックス (LAD) | 317  |
| 投球回 | サンディー・コーファックス (LAD) | 323  |
| セーブ | フィル・リーガン (LAD)           | 21   |

## 表彰

### 全米野球記者協会（BBWAA）表彰
| 表彰         | アメリカンリーグ           | ナショナルリーグ                 |
| ------------ | -------------------------- | -------------------------------- |
| MVP          | フランク・ロビンソン (BAL) | ロベルト・クレメンテ (PIT)       |
| サイヤング賞 | --                         | サンディー・コーファックス (LAD) |
| 最優秀新人賞 | トミー・エイジー (CWS)     | トミー・ヘルムズ (CIN)           |

### ゴールドグラブ賞
| 守備位置 | アメリカンリーグ             | ナショナルリーグ           |
| -------- | ---------------------------- | -------------------------- |
| 投手     | ジム・カート (MIN)           | ボブ・ギブソン (STL)       |
| 捕手     | ビル・フリーハン (DET)       | ジョン・ローズボロ (LAD)   |
| 一塁手   | ジョー・ペピトーン (NYY)     | ビル・ホワイト (STL)       |
| 二塁手   | ボビー・ヌープ (CAL)         | ビル・マゼロスキー (PIT)   |
| 三塁手   | ブルックス・ロビンソン (BAL) | ロン・サント (CHC)         |
| 遊撃手   | ルイス・アパリシオ (CWS)     | ジーン・アレー (PIT)       |
| 外野手   | トミー・エイジー (CWS)       | カート・フラッド (STL)     |
| 外野手   | トニー・オリバ (MIN)         | ロベルト・クレメンテ (PIT) |
| 外野手   | アル・ケーライン (DET)       | ウィリー・メイズ (SF)      |

### その他表彰
| 表彰               | アメリカンリーグ             | ナショナルリーグ                 |
| ------------------ | ---------------------------- | -------------------------------- |
| カムバック賞       | ブーグ・パウエル (BAL)       | フィル・リーガン (LAD)           |
| 最優秀救援投手賞   | ジャック・エイカー (KC)      | フィル・リーガン (LAD)           |
| ハッチ賞           | -                            | サンディー・コーファックス (LAD) |
| ルー・ゲーリッグ賞 | ブルックス・ロビンソン (BAL) | -                                |
| ベーブ・ルース賞   | フランク・ロビンソン (BAL)   | -                                |

### アメリカ野球殿堂入り表彰者
BBWAA投票
- テッド・ウィリアムズ (有資格初年度)

ベテランズ委員会選出
- ケーシー・ステンゲル (監督)